# Гранд Џанкшон (Колорадо)
Гранд Џанкшон (енгл. Grand Junction) град је у америчкој савезној држави Колорадо.

## Демографија
По попису из 2010. године број становника је 58.566, што је 16.58 (39,5%) становника више него 2000. године.
| Група             | 2000.          | 2010.          |
| Белци             | 36.051 (85,9%) | 48.008 (82,0%) |
| Афроамериканци    | 251 (0,6%)     | 465 (0,8%)     |
| Азијати           | 320 (0,8%)     | 645 (1,1%)     |
| Хиспаноамериканци | 4.561 (10,9%)  | 8.133 (13,9%)  |
| Укупно            | 41.986         | 58.566         |